# Стражи Галактики. Часть 2
«Стра́жи Гала́ктики. Часть 2» (англ. Guardians of the Galaxy Vol. 2) — американский супергеройский фильм с Крисом Прэттом, Зои Салданой, Дейвом Батистой, Вином Дизелем, Брэдли Купером и Куртом Расселом в главных ролях. Сценаристом и режиссёром фильма стал Джеймс Ганн. Основан на комиксах Дэна Абнетта и Энди Леннинга издательства Marvel Comics об одноимённой команде супергероев. Сиквел фильма «Стражи Галактики» (2014), а также 15-й по счёту полнометражный фильм медиафраншизы «Кинематографическая вселенная Marvel» (КВМ) и третий в третьей фазе. По сюжету, спустя два-три месяца после событий первой части Стражи Галактики продолжают путешествовать по космосу, и им предстоит не только раскрыть тайну происхождения Питера Квилла, но также и остановить врага, угрожающего уничтожить всю Вселенную.
Проект был официально анонсирован на Международном комик-коне в Сан-Диего в 2014 году, ещё до того, как состоялась мировая премьера первой части. В июне 2015 года было раскрыто название будущего фильма и объявлено, что Джеймс Ганн вновь был выбран в качестве сценариста и режиссёра, на этот раз при производстве сиквела. Съёмки стартовали в феврале 2016 года в киностудии Pinewood Atlanta Studios в округе Фейетт, штат Джорджия, при этом съёмочная группа претерпела некоторые изменения в составе, поскольку часть старой команды была занята в других проектах и не смогла принять участие в создании продолжения. Съёмки завершились в июне 2016 года. Ганн решил заняться сиквелом сразу после выхода первого фильма и специально для него написал сюжетную линию об отце Квилла, на роль которого в июле 2016 года был утверждён Курт Рассел.
Мировая премьера картины состоялась 10 апреля 2017 года в Токио, в США лента вышла на экраны 5 мая, в России — 4 мая в формате 3D и IMAX 3D. По результатам мирового проката «Часть 2» собрала более 863 млн $, что позволило ей опередить по сборам первую часть и занять восьмое место среди самых кассовых фильмов 2017 года. Лента получила в целом положительные отзывы от критиков, которые особо отметили юмор, визуальные эффекты, саундтрек и актёрский состав, хотя и признали, что фильм выглядит не настолько «свежим», как оригинал.

## Сюжет
В 1980 году в Миссури Мередит Квилл едет на автомобиле со своим парнем, которого она зовёт своим «человеком со звёзд», и слушает музыку. Машина подъезжает к закусочной «Dairy Queen», после чего пара заходит за здание и углубляется в лес. Парень показывает Мередит странное растение инопланетного происхождения, которое, по его словам, вскоре распространится по всей Вселенной. После этого он признаётся ей в любви, и пара целуется.
34 года спустя Питер Квилл, Гамора, Дракс, Ракета и малыш Грут, известные как «Стражи Галактики», защищают дорогостоящие анулаксные батареи от межпространственного монстра Абелиска. Первоначально у них это не получается, поскольку у монстра очень прочная шкура. Квилл и Гамора замечают свежую царапину на шее монстра и понимают, что это их шанс убить Абелиска, и Гамора распарывает монстра. После того, как монстр был побеждён, верховная жрица и правительница расы Суверенов Аиша благодарит Стражей и отдаёт им взамен сестру Гаморы, Небулу, которую они поймали при попытке украсть батареи. Ракета выкрадывает пять анулаксных батарей для себя. Суверены атакуют корабль Стражей с помощью флота беспилотников. Ракета и Квилл пытаются направить корабль к переходу и совершить прыжок в пространстве к ближайшей планете, однако из-за спора героев о том, кто должен пилотировать корабль, они рискуют погибнуть в астероидном поле. Беспилотники поливают корабль огнём и преграждают им путь, однако, внезапно, на помощь Стражам приходит неизвестный, который мощными энергетическими разрядами уничтожает весь флот Суверенов, однако из-за того, что их корабль был сильно повреждён, Стражи совершают аварийную посадку на планете Берхарт. Спасителем команды оказывается отец Питера — Эго. Он, вместе со своей помощницей, Мантис, также высаживается на Берхарте.
Тем временем Йонду Удонта и его команда развлекаются на планете-борделе Контраксия. Там же находятся и другие Опустошители, которые не рады их присутствию. Как оказалось, Йонду обвинили в похищении детей за вознаграждение, в том числе и маленького Питера, и изгнали его и его людей из рядов Опустошителей. После спора со Стакаром Огордом, нынешним лидером космических пиратов, Йонду получает от прибывшей Аиши задание поймать Стражей и привести к ней. На Берхарте Эго раскрывает, что это он нанял Йонду забрать Питера, а затем приглашает сына и остальную команду погостить на его планете. Квилл, Гамора и Дракс принимают это приглашение, а Ракета и Грут остаются чинить корабль и охранять Небулу. На корабле Эго команда поближе знакомится с Мантис и узнаёт о её эмпатических способностях.
Опустошители появляются на Берхарте и пытаются поймать Ракету, и первоначально Ракета успешно отбивается от них при помощи хитроумных ловушек. Однако Йонду при помощи своей стрелы всё же останавливает его. Йонду не желает ловить Стражей, а решает вместо этого забрать и продать анулаксные батареи. Его лейтенант Шокерфейс поднимает мятеж. Йонду готов подавить мятеж при помощи стрелы, однако его гребень, помогающий управлять ею, уничтожает Небула, которую освободил малыш Грут. Тем временем остальные Стражи вместе с Мантис и Эго прилетают на планету последнего, которая оказывается очень красивым и необычным миром. Там Эго объясняет, что он является одним из древнейших и могущественных существ — целестиалом, а сам представляет собой планету. Он создал свой человеческий облик, дабы путешествовать по Вселенной и взаимодействовать с другими существами, в том числе и с матерью Квилла.
Между тем Шокерфейс казнит верных бывшему капитану членов команды. Связанный Ракета выставляет его посмешищем. Небула останавливает Шокерфейса и не даёт ему убить Ракету и Йонду и просит корабль. Один из Опустошителей, Краглин, отводит её в ангар, и она улетает, чтобы найти и убить Гамору, которую считает виновной во всех пытках, причинённых ей Таносом. На планете Эго, целестиал объясняет Питеру, что в ядре находится нечто под названием «Светоч», некая сила, которая угаснет, если его человеческое тело не будет периодически возвращаться в этот мир. Квилл начинает учиться управлять силой целестиала, а Мантис и Дракс тем временем обсуждают свои внешности. Опустошители сажают Йонду с Ракетой за решётку, а над Грутом начинают издеваться. Когда все засыпают, малыш Грут приходит к пленникам. Йонду приходит в голову идея прибегнуть к помощи Грута для освобождения из заточения и просит его принести ему новый гребень, находящийся в его каюте. Краглин, единственный оставшийся в живых Опустошитель, не примкнувший к мятежу, помогает Груту найти гребень. Начинается расправа над мятежниками. Повреждённый корабль разносит взрывом чудовищной силы, однако непосредственно перед этим Шокерфейс успевает передать координаты Йонду Суверенам. Краглин, Ракета, Грут и Йонду направляются к Эго, по пути переживая последствия множества скачков за раз.
В это время Небула прилетает на планету Эго и пытается убить Гамору, но терпит неудачу. Сёстры достигают непростого союза, когда они обнаруживают пещеры, заполненные останками детей различных рас. Мантис рассказывает им, что это останки детей Эго. Сам целестиал раскрывает Питеру, что жизнь разочаровала его и что он решил превратить все миры в своё подобие. В своих путешествиях он посадил саженцы, которые могут терраформировать всю Вселенную, в тысячах миров, но их можно активировать только объединённой мощью двух целестиалов. С этой целью он оплодотворил бесчисленное множество женщин и нанял Йонду, чтобы забрать детей; все они не смогли использовать силу целестиалов, поэтому Эго всех их убил, а затем нашёл Квилла. Одурманенный силой Эго, Питер сначала готовится помочь своему отцу, однако услышав, что это он намеренно убил его мать, заразив её опухолью, Квилл освобождается от влияния Эго и множество раз стреляет в него. Однако тот восстанавливается и на время принимает облик актёра Дэвида Хассельхоффа, который воплощал для Питера образ идеального отца. После этого целестиал проникает в Квилла потоком энергии с намерением использовать его способности насильно.
Ракета, Йонду, Грут и Краглин прилетают на ЭГО и воссоединяются с остальными Стражами. Они достигают ядра планеты, где находится мозг Эго, однако внезапно на планету прилетают беспилотники Суверенов. Ракета делает бомбу из украденных батарей, которую Грут закладывает в мозг Эго, в то время как Квилл сражается против отца с помощью своей новообретённой силы целестиала. Бомба взрывается, убивая Эго, в результате чего планета распадается. Йонду приносит себя в жертву ради спасения Квилла, который приходит к пониманию того, что истинным отцом для него всё это время был Йонду. Помирившись с Гаморой, Небула по-прежнему отправляется в путь, чтобы убить Таноса, несмотря на возражения своей сестры. Стражи устраивают похороны Йонду. Когда прах тела Йонду развеивается в открытом космосе, пространство озаряют многочисленные залпы салюта — дело рук Опустошителей во главе со Стакаром Огордом, прибывших отдать последние почести своему товарищу.
В первой сцене после титров Краглин примеряет прототип гребня Йонду и пытается с его помощью контролировать свистом стрелу, которая, в итоге, попадает в плечо Дракса.
Во второй сцене после титров Стакар Огорд, вдохновлённый самопожертвованием Йонду, воссоединяется со своими бывшими товарищами по команде.
В третьей сцене после титров Аиша создаёт новое искусственное существо, названное ею Адамом, с помощью которого она планирует уничтожить Стражей.
В четвёртой сцене после титров Грут начинает взрослеть и постепенно возвращаться к своему прежнему виду, демонстрируя типичное подростковое поведение в процессе.
В пятой сцене после титров Стэн Ли общается с группой Наблюдателей, однако последние удаляются прочь, не проявляя интереса к его словам.

## Команда
| |  |  |  |  |  |  |  |
| Актёрский состав «Стражей Галактики. Часть 2» слева направо: Крис Прэтт, Зои Салдана, Дэйв Батиста, Майкл Рукер, Карен Гиллан, Пом Клементьефф, Элизабет Дебики и Курт Рассел |  |  |  |  |  |  |  |

- Подбор актёров: Сара Хэлли Финн
- Подбор музыки: Дэйв Джордан
- Супервайзер визуальных образов: Энди Парк[англ.]
- Супервайзер визуальных эффектов: Кристофер Таунсенд[англ.]
- Художник по костюмам: Джудианна Маковски
- Монтаж: Фред Раскин[англ.], Крэйг Вуд[англ.]
- Художник-постановщик: Скотт Чамблисс

### В ролях
| Актёр              | Роль                                             |
| ------------------ | ------------------------------------------------ |
| Крис Прэтт         | Питер Квилл / Звёздный Лорд                      |
| Зои Салдана        | Гамора                                           |
| Дейв Батиста       | Дракс Разрушитель                                |
| Вин Дизель         | Малыш Грут (голос)                               |
| Брэдли Купер       | Ракета (голос)                                   |
| Майкл Рукер        | лидер опустошителей Йонду Удонта                 |
| Карен Гиллан       | Небула                                           |
| Пом Клементьефф    | Мантис                                           |
| Элизабет Дебики    | правительница расы суверенов Аиша                |
| Крис Салливан      | командир мятежной группы опустошителей Шокерфейс |
| Шон Ганн           | помощник Йонду Краглин Обфонтери                 |
| Сильвестр Сталлоне | Стакар Огорд                                     |
| Курт Рассел        | Эго, отец Питера Квилла                          |
| Майкл Розенбаум    | Мартинекс                                        |
| Лора Хэддок        | Мередит Квилл                                    |
| Томми Флэнаган     | Туллк                                            |
| Ивен Джонс         | Ретч                                             |
| Джимми Юрин        | Халф-Нат                                         |
| Стивен Блэкхарт    | Брал                                             |
| Стив Эйджи         | Джеф                                             |
| Майк Эскамилла     | Скрот                                            |
| Джо Фрия           | Обло                                             |
| Теренс Роузмор     | Нарблик                                          |
| Винг Рэймс         | Чарли-27 (камео)                                 |
| Мишель Йео         | Алета Огорд (камео)                              |
| Майли Сайрус       | Мейнфрейм (камео, голос)                         |
| Стэн Ли            | астронавт (камео)                                |
| Дэвид Хассельхофф  | певец Зарду Хассельфрау (камео)                  |
| Грегг Генри        | дедушка Питера Квилла (камео)                    |
| Джефф Голдблюм     | Грандмастер (камео)                              |
| Сет Грин           | Утка Говард (камео)                              |
| собака Фред        | собака-космонавт Космо (камео)                   |

## Производство

### Замысел
В мае 2014 года генеральный директор Disney Боб Айгер заявил, что, по его мнению, у первого фильма имелись все шансы стать франшизой, и добавил, что, хотя у них на руках не было настолько же успешного фильма, как «Мстители», они всё ещё стремились к этому. Джеймс Ганн, режиссёр и сосценарист первой части, сказал, что сиквел точно будет снят, и выразил заинтересованность в том, чтобы вернуться к работе над Стражами Галактики. В июле 2014 года Николь Перлман, одна из сценаристов первой части, подтвердила, что Джеймс Ганн напишет сценарий для очередного фильма о Стражах Галактики, а также снова займёт кресло режиссёра при его производстве. Официально о запуске проекта было объявлено на Международном комик-коне в Сан-Диего, тогда же была оглашена предварительная дата премьеры — 28 июля 2017 года.
Меньше чем через месяц Ганн раскрыл информацию, что он планировал добавить в сюжет нового фильма ещё одного Стража Галактики из комиксов. В октябре 2014 года было подтверждено, что всех пятерых главных героев, а также некоторых из второстепенных персонажей первого фильма, можно будет вновь увидеть во второй части. Также стало известно, что дату премьеры перенесли на 5 мая 2017 года.
В марте 2015 года Ганн сообщил, что съёмки пройдут в Атланте, штат Джорджия. Также режиссёр отметил, что у него с Marvel были очень гармоничные отношения, что студия особо не вмешивалась в процесс его работы, а он, в свою очередь, принимал к сведению их советы и предложения. Месяц спустя Ганн подтвердил, что фильм выйдет в формате 3D. В мае режиссёр объявил, что в сиквеле будет меньшее количество действующих лиц, чем в первом фильме, но в то же время в нём впервые будут представлены такие персонажи, как Мантис и Адам Уорлок. Он также добавил, что Уорлок может появиться и в последующих фильмах, поскольку считался важной частью кинематографической вселенной Marvel. В результате Адам был показан в одной из сцен после титров.

### Сценарий
Анонсируя сиквел, Ганн объявил, что, по его мнению, он, вероятнее всего, будет отличаться от первой части. Причину этого он видел в том, что «Стражи Галактики» стали популярными прежде всего потому, что они не походили на все более ранние проекты Marvel, поэтому сиквел должен был и будет отличаться от первого фильма. Незадолго до того, как приступить к написанию сценария, Ганн дал интервью Entertainment Weekly, в котором поделился своими планами: он намеревался сильнее раскрыть таких персонажей, как Дракс Разрушитель, Небула и Краглин, а также развить мифологию ксандарианцев, Крии и опустошителей. Кроме того, он надеялся ввести в сиквел больше женских персонажей, а также отказался от идеи представить в фильме Нову, супергероя и одного из членов Корпуса Новы, организации, показанной в предыдущем фильме.
Продюсер Кевин Файги подтвердил, что поиски отца Квилла, «безусловно, станут частью следующего приключения Стражей… Думаю, мы упомянули его в самом конце [первого] фильма не без причины». По словам Ганна, «место Йонду в этой истории будет иметь свой смысл», а также, в отличие от комиксов, отцом Звёздного Лорда будет не Ясон. Также режиссёр отметил, что в сиквеле может появиться Танос, «если этого потребует сюжет, в противном случае его вообще не будет. Танос не самое важное в „Стражах 2“, это точно. Есть сами Стражи, есть также и другие угрозы, которые совершенно не связаны с Таносом». Позже Файги заявил, что Танос не появится в сиквеле, поскольку его сохранили для «более грандиозного» возвращения. Когда у Ганна спросили, как картина будет связана с остальными фильмами третьей фазы Кинематографической вселенной Marvel, он ответил следующим образом: «Вообще не чувствую себя каким-либо образом обязанным этому материалу. Думаю, он действительно о Стражах, о том, что они делают». В сентябре 2015 года Ганн в своём аккаунте на Facebook раскрыл, что с самого начала хотел показать пришельцев, которые в комиксах были известны как сниперы, однако юридический отдел Marvel пытался отговорить его от этой идеи, поскольку оригинальное название представителя этой расы (sneeper) по звучанию слишком походило на исландское слово snipur, которое переводилось как «клитор». Позднее юридический отдел Marvel разрешил использовать сниперов в фильме, частично из-за того, что режиссёр выложил этот пост.
Ганн упомянул, что действие новой киноленты развернётся спустя два-три месяца после событий первой части. В основном в центре внимания сюжета будут такие планеты, как Суверен, Берхарт и Контраксия, хотя Файги не исключал возможности, что в фильме будут и другие миры, в том числе и «немного Земли, но Стражи не из тех персонажей, которые возьмут и отправятся на Землю». В начале февраля 2015 года Ганн признался, что, когда он впервые представил Marvel свои идеи относительно фильма, они назвали их рискованными и попросили его в течение нескольких недель представить полную версию сюжета. Он описал его как «на самом деле не основанный ни на каких комиксах», то есть в основу фильма легла полностью оригинальная история. Он планировал начать писать сценарий к апрелю 2015 года и завершить его в мае, чтобы уже в июне заняться сторонним проектом под названием «Эксперимент „Офис“». 2 июня 2015 года Джеймс Ганн сообщил в твиттере, что завершил первый вариант сценария, а также раскрыл, что фильм не будет называться «Стражи Галактики 2». В конце месяца было раскрыто официальное название фильма. Окончательный вариант сценария был готов в январе 2016 года.

### Подготовка к съёмкам
Реквизитору Расселу Боббиту было трудно найти кассетные деки, которые использовались в первом фильме, а все наушники Sony Walkman, которые им удалось разыскать, были сломаны. Sony также не смогли предоставить ни одной пары наушников для съёмок, но Боббит нашёл на eBay три комплекта, которые обошлись ему приблизительно в 1800 $, причём ни один из них не был нужной ему модели. В итоге Боббит сам сконструировал с нуля шесть пар наушников, а также два бластера Квилла и запасные батареи для них, ремни в стиле стимпанк и оружие опустошителей. По словам реквизитора, он создал для опустошителей четыре различные модели оружия, для каждой из которых было сделано до 20 копий (поскольку в одной сцене могло присутствовать от 85 до 96 человек, использующих это оружие). Вместо того, чтобы использовать уже готовые ремни, команда Боббита сама сделала их из кожи и деталей для радио, мобильных телефонов и других электронных устройств, в результате чего каждый изготовленный ими ремень был единственным в своём роде. Также для некоторых сцен были сделаны специальные съедобные жуки-вонючки. Сначала жука рисовали на бумаге, взяв за основу клопа, после чего изготавливали в виде этого рисунка шоколадную конфету с мёдом в качестве начинки. Такого «жука» актёр спокойно мог съесть на съёмочной площадке. Съедобным также был и так называемый «корень ярры», который, по сюжету, пыталась съесть Небула, — его сделали из белого шоколада.

### Подбор актёров
В ноябре 2014 года Майкл Рукер подтвердил, что он вернётся к роли Йонду в грядущем сиквеле, и выразил желание исследовать новые стороны и черты характера своего персонажа. Крис Прэтт, игравший Питера Квилла / Звёздного Лорда в первом фильме, также присоединился к основному актёрскому составу фильма. На одном из интервью, после того, как спросили, собирается ли он вновь озвучить енота Ракету, свою заинтересованность в участии в проекте выразил Брэдли Купер. В марте 2015 года Ганн подтвердил, что его брат, Шон Ганн, а также Карен Гиллан, снова сыграют Краглина и Небулу соответственно. Тогда же Вин Дизель подтвердил, что вновь озвучит Грута. В начале июня стало известно, что к своим ролям вернутся Зои Салдана, Дэйв Батиста и Брэдли Купер. В сентябре того же года Файги сообщил, что окончательный актёрский состав будет оглашён до конца года. В октябре Пом Клементьефф утвердили на роль Мантис. В комиксах данный персонаж имел зеленоватый оттенок кожи, однако для фильма решили использовать другой, менее яркий цвет. Роль главного антагониста предложили Мэттью Макконахи, однако он отказался от участия в фильме из-за занятости в «Тёмной башне». В декабре 2015 года Ганн рассказал о диалоге с Джоном С. Райли касательно его возвращения к роли офицера Корпуса Нова Романна Дея, а Курт Рассел начал ранние переговоры, чтобы сыграть отца Квилла.
Ганн признался, что он и Кевин Файги очень хотели бы увидеть в фильме Дэвида Боуи, однако этим планам не суждено было сбыться, поскольку певец скончался 10 января 2016 года. Несмотря на то, что появление Коллекционера рассматривалось для сиквела, Бенисио дель Торо, исполнивший эту роль в первом фильме, утверждал, что никто из Marvel с ним не связывался по поводу возвращения, однако он подтвердил, что заинтересован в нём. По словам Ганна, персонаж «просто не вписывался» в сиквел. В апреле Marvel подтвердили, что Курт Рассел, Элизабет Дебики и Крис Салливан присоединились к актёрскому составу. В этом же месяце Ганн заявил, что Райли не появится в сиквеле. На Международном комик-коне в Сан-Диего 2016 года было раскрыто, что Курт Рассел исполнит роль Эго, который по сюжету является отцом Квилла, и что Элизабет Дебики сыграет Аишу, а также, что в фильме появится Сильвестр Сталлоне. Позднее выяснилось, что последний снялся в роли Стакара Огорда. Ганн также опубликовал фото, на котором была представлена обновлённая банда Опустошителей.

### Съёмки
Предварительные съёмки картины стартовали 11 февраля 2016 года в Pinewood Atlanta Studios в округе Фейетт, штат Джорджия. Рабочим названием фильма было Level Up . Место оператора занял Генри Брэйем, а Скотт Чамблисс был назначен художником-постановщиком. По словам Ганна, многие члены съёмочной группы из первого фильма, в том числе оператор Бен Дэвис и продюсер Чарльз Вуд, были заняты на съёмках «Доктора Стрэнджа», из-за чего не смогли работать над сиквелом. Основной съёмочный процесс начался 17 февраля 2016 года.
Съёмки проходили во всех 18 павильонах студии. Ганн признался, что декорации, несмотря на обилие графики, оказались столь масштабными, что им пришлось занять гораздо больше помещений, чем при съёмках первого фильма. Сам режиссёр предпочитал максимально использовать возможности физических декораций, чтобы соблюдать баланс между ними и компьютерной графикой. Тем не менее в сиквеле было представлено меньше локаций, чем в первом фильме. Декорации включали: постройки суверенов, которые создавались в стиле фэнтези 1950-х с использованием эстетики ар-деко 1930-х; корабль опустошителей под названием «Эклектор», который фактически оказался самой большой и масштабной декорацией в фильме, с обзором в любом направлении. Части корабля были спроектированы таким образом, чтобы их могли в случае необходимости отсоединить, переделать в другие отсеки и присоединить снова. На создание заведения под названием «Железный лотос», который, по сюжету, расположен на планете Контраксия, ушло почти пять месяцев. По словам Чамблисса, это учреждение должно было производить впечатление «двора, на котором космические корабли и неиспользуемые промышленные материалы просто выброшены и так и оставлены гнить», создавая «вид покрытых льдом и снегом неоновых джунглей». Были также построены интерьеры для других кораблей, чтобы актёрам было удобно сыграть большую драматическую сцену на фоне синего экрана, в том числе и интерьер корабля Квилла, созданный ещё для первого фильма и до начала съёмок находившийся в Лондоне.
Картину снимали на 3D-камеру фирмы Red Weapon 8K с разрешением 8K. Оператор выбрал этот вариант, поскольку он считал стандартную камеру, используемую на съёмках фильмов Marvel, слишком большой и громоздкой. Так как у него был положительный опыт сотрудничества с компанией RED при работе над фильмом «Тарзан. Легенда», он связался с ней снова, и ему предоставили тогда ещё единственный прототип Weapon 8K. Ганн проработал с RED три месяца, чтобы подготовить камеру к съёмкам. Для сцены побега Йонду и Ракеты с корабля опустошителей использовалась камера модели Phantom Camera, позволяющая снимать до 2000 кадров в минуту, а также регулировать скорость, не прерывая процесс съёмки. При этом каждый дубль, в котором использовалась данная камера, должен быть тщательно продуман и поставлен. Дополнительные сцены были сняты в формате IMAX. Брэйем почти 85 % фильма снял на единственную камеру, установленную на держатель Stabileye, который позволял как переносить камеру в руках, так и устанавливать её в определённом положении (оператор называл его «карманной тележкой»). Для съёмок внутри кабин космических кораблей Брэйем разместил вокруг декораций несколько видеопанелей, которые освещали кабину в зависимости от того, что происходило вне корабля: пролетал ли он поле астероидов или мимо какой-нибудь звезды, летел в космосе или падал посреди леса. Для съёмок корпусов кораблей, как правило, использовались специальные краны для камер, однако внутри них вновь приходилось задействовать Stabileye, который был достаточно компактным, чтобы разместить его рядом с актёром. Дополнительные съёмки проходили в Картерсвилле, штат Джорджия. Съёмочный процесс полностью завершился 16 июня 2016 года.

### Завершение производства
В августе 2016 года Ганн подтвердил, что в фильме будут сцены после титров, позднее стало известно, что всего их будет пять. Планировалась также шестая сцена, в которой один из опустошителей оказался бы раненным Йонду, а не убитым, как все остальные, но Ганн счёл её слишком запутывающей и убрал из фильма. В ноябре 2016 года Гиллан раскрыла, что фильм был отправлен на досъёмки, а в январе 2017 года Ганн подтвердил, что все сцены после титров полностью готовы. Монтажом фильма занимались Фред Раскин и Крэйг Вуд, которые также работали над предыдущей частью. В феврале 2017 года прошли тестовые показы фильма, на которых он получил 100 баллов из 100 возможных, что на тот момент стало абсолютным рекордом за всю историю существования Кинематографической вселенной Marvel. Однако The Hollywood Reporter отметил, что тестовые просмотры могут сильно отличаться от итоговых оценок фильма.

#### Визуальные эффекты
Визуальными эффектами для фильма занимались студии Framestore, Weta Digital, Trixter, Method Studios, Animal Logic, Scanline VFX, Lola VFX, Luma и Cantina Creative. Проработкой отдельных кадров также занималась студия The Third Floor. Framestore создали 620 кадров для фильма, Weta Digital — 530, Method Studios — более 500, а Animal Logic — 147. Framestore, как и в случае первого фильма, работали над созданием внешнего вида Грута, в то время как Method Studios, Weta Digital и Trixter занимались моделью енота Ракеты. Последняя была создана практически с нуля, для енота заново были смоделированы меховой покров, внешний вид морды, а также глаз, которые в точности такие же, какие были у монстра Гнарлока в фильме «Фантастические твари и где они обитают». Студия Trixter работала над Ракетой в сценах, где енот ставил различного рода ловушки для опустошителей, а также, где он вместе с Йонду и Краглином совершает множество прыжков сквозь гиперпространство. Framestore также должны были создать различных существ, дизайн космических кораблей, жилища Аиши, а также сцены погони на корабле «Эклекторе» и сцену после титров с участием подростка Грута.
Сцена с танцующим Малышом Грутом в начале фильма, несмотря на то, что она выглядела так, будто её сняли одним дублем, на самом деле была разделена на 11 частей и распределена между аниматорами Framestore. Один из аниматоров студии, Арсланд Элвер, отметил, что начальные титры практически полностью состоят из компьютерной графики и используют цифровых дублёров и что только три момента (Питер Квилл падает возле Малыша Грута, Гамора говорит с Малышом Грутом, Дракс падает возле Малыша Грута) включали кадры, снятые на камеру. Как и в случае первого фильма, текст начальных титров был создан студией Sarofsky, которые использовали тот же стиль для шрифта, «на этот раз ржаво-золотого с синим неоном». Креативный директор студии Эрин Сарофски призналась, что перед ними поставили довольно трудную задачу, поскольку Framestore постоянно дорабатывали начальные титры, и им нужно было постоянно адаптироваться к изменениям и искать свободное место для размещения текста. Sarofsky предложили несколько вариантов, в том числе «небольшого парящего персонажа, который использовал бы голограмму». Однако Ганн отклонил эту идею, поскольку не хотел, чтобы другие персонажи присутствовали в кадре. Вместо этого был использован более простой двумерный вариант титров, «Часть 2» в названии была написана таким образом, чтобы быть похожей на неоновую трубку, свет от которой реалистично падал на окружающие предметы и Малыша Грута. Кроме того, Sarofsky было впервые поручено создать конечные титры, для которых они выбрали стиль, размер и скорость появления на экране. При этом студия постоянно сотрудничала с Exceptional Minds, чтобы разработать несколько вариантов дизайна, а после отправить один из них Marvel. Эрин отметила, что финальные титры были основаны на старых обложках альбомов.
Сценами с разрушением корабля опустошителей «Эклектор» занималась студия Weta Digital. Также она работала над образом Эго для той части фильма, где он сражается с Квиллом, и постоянно использовала цифрового дублёра Рассела, а также Дэвида Хассельхоффа (в том моменте, где Эго принимает его облик). Ответственный за визуальный эффекты в Weta Digital Гай Уильямс сказал: «Мы пробовали сделать превращение с реально отснятым Дэвидом Хассельхоффом, но получилось не очень убедительно. Версия Курта выглядел намного лучше Дэвида. Мы сделали очень детализированную копию Курта, и нам не хотелось проделывать всё то же самое с Дэвидом всего для двух кадров. Однако всё равно пришлось частично воссоздать и Дэвида тоже. У нас получился достаточно детализированный Курт, чтобы все наши эффекты выглядели убедительно. В случае Дэвида мы были довольно близки к этому, но всё-таки чего-то не хватало. Но этого оказалось достаточно — когда Эго меняет облик, видно, например, как у него во время превращения отрастают волосы». Также студия смоделировала внутреннюю часть планеты Эго. Вдохновением для них послужило творчество Хэла Тенни в стиле фрактального искусства. Ганн специально пригласил Тенни, чтобы он помог спроектировать внешний облик планеты Эго. По словам режиссёра, планета состоит из более чем триллиона полигонов, что делает её самым масштабным визуальным эффектом из всех когда-либо созданных.
Animal Logic и Method Studios также работали над различными частями планеты Эго. Animal Logic сосредоточились на дизайне храма Эго, а Method на сценах, где Грут должен был взорвать бомбу внутри планеты. Дизайн храма Эго также основывался на фрактальном искусстве. Animal Logic первоначально пригласили, чтобы создать часть фильма, в которой была рассказана предыстория Эго и которая вначале походила на обычную картинку, потом использовались объёмные фигуры из песка, а в конце концов предыстория была показана при помощи пластиковых скульптур. Кроме того, Method работали над созданием фейерверков, которые пускали во время похорон Йонду. Чтобы Ракета убедительно ронял слёзы, аниматор Кит Робертс записал мимику и мельчайшие движения лица Купера. Также они отвечали за сцены на планете Берхарт. Студию Lola VFX наняли, чтобы заняться омоложением Курта Рассела, поскольку они ранее уже делали это для других фильмов КВМ. Также они омолаживали и других персонажей, включая Небулу. Чтобы показать более молодого Эго, они взяли образ Курта Рассела из фильма «Подержанные автомобили», где актёр «активно использовал [лицо]». В качестве дублёра был приглашён Аарон Шварц, поскольку у него была большая широкая челюсть, подбородок, и, что самое главное, когда он улыбался при разговоре, у него были такие же складки и морщинки, как у Рассела. Лору Хэддок, которая сыграла Мередит Квилл, также немного омолодили, чтобы она сыграла более юную версию своего персонажа. Кроме того, Luma работали над созданием мира и расы суверенов, а также над коконом Адама Уорлока.

## Музыка
К августу 2014 года у Джеймса Ганна уже были некоторые идеи насчёт того, какие песни войдут в новый микстейп Квилла под названием «Улётный микс. Часть 2», однако точной уверенности насчёт них ни у кого не было. По словам Ганна, из-за большой популярности альбома с песнями из первого фильма он боялся разочаровать фанатов при составлении плейлиста для этого микстейпа, вследствие чего чувствовал дополнительную ответственность. Тем не менее, по мнению режиссёра, подборка песен к сиквелу оказалась даже лучше, чем у оригинала. В июне 2015 года было раскрыто, что все песни подобраны, утверждены и распределены по соответствующим сценам. Ганн назвал новый микстейп чуть более разнообразным, поскольку в него вошли как довольно известные песни, так и такие, которых люди ещё не слышали. Отдельный альбом со всеми композициями, прозвучавшими в фильме, был выпущен 21 апреля 2017 года и получил название «Стражи Галактики. Улётный микс. Часть 2».
Помимо песен, в фильме также звучала фоновая музыка. В августе 2015 года Тайлер Бэйтс, композитор первого фильма, подтвердил, что напишет саундтрек для сиквела. В январе 2017 года на студии Эбби-Роуд началась запись альбома с саундтреком, который также увидел свет 21 апреля 2017 года.

## Прокат
Первоначально фильм должен был выйти на экраны 28 июля 2017 года. Однако первые показы фильма прошли в Токио уже 10 апреля 2017 года, а 19 апреля состоялась премьера в голливудском театре Долби. В международный прокат картина вышла 25 апреля, когда её показали в Австралии, Новой Зеландии, Италии и ещё 37 странах мира, в 35 из которых — в формате IMAX. В Северной Америке в широком прокате «Стражи Галактики. Часть 2» оказались 5 мая 2017 года, сеансы прошли в 4347 кинотеатрах, из них 3800 были в формате 3D, ещё 388 — в IMAX и IMAX 3D, 588 из оставшихся кинозалов представляли собой премиум-залы с экранами большого формата, а ещё 194 имели кресла D-Box. За день до этого в 550 кинотеатрах США состоялся двойной сеанс в формате RealD, включавший как первый, так и второй фильмы. Гости, посетившие его, получили эксклюзивный мини-постер и набор сувенирных коллекционных кнопок. В России фильм вышел на экраны 4 мая в формате 3D и IMAX 3D. В Китае премьера состоялась, как и в Северной Америке, 5 мая 2017 года в 400 кинотеатрах IMAX, на тот момент рекордном количестве для страны.

### Маркетинг
В июне 2016 года Marvel объявили о намерении расширить ассортимент продукции, связанной с фильмом «Стражи Галактики. Часть 2», сделав Малыша Грута центральной фигурой. Ганн пообещал, что количество товаров, использующих образы женских персонажей, также будет увеличено. Пол Гиттер, старший вице-президент Disney Consumer Products по лицензированию Marvel, также подтвердил, что к фильму будут выпущены видео, которые станут частью тентпол-франшизы Стражей. Были заключены соглашения с такими компаниями, как Hasbro, Lego, Funko, LB Kids, GEICO, Ford Motor Company, Go-Gurt, Hanes, Synchrony Bank, Dairy Queen, M&M’s, Screenvision, Sprint Corporation и Wrigley Company. Кроме того, для продвижения фильма Marvel начали сотрудничать с фирмой Doritos, известным производителем кукурузных чипсов, который выпустил ограниченную серию своей продукции в упаковках Rock Out Loud. Данные упаковки отличались от обычных тем, что в них была встроена небольшая дека для проигрывания аудиокассет (в данном случае это «Улётный микс. Часть 2»), которые можно слушать при помощи наушников. Саму деку можно было периодически подзаряжать. Rock Out Loud с саундтреком к сиквелу «Стражей Галактики» были доступны на сервисе Amazon c 28 апреля, а 5 мая в Нью-Йорке и Лос-Анджелесе появились специальные одноимённые звукозаписывающие кабинки, в которых поклонники имели возможность спеть какую-нибудь мелодию из «Улётного микса. Часть 2» и выиграть различные призы от Doritos, в том числе и билеты на концерт.
В июле 2016 года Джеймс Ганн, Крис Прэтт и весь актёрский состав сиквела в целях продвижения фильма посетили Международный комик-кон в Сан-Диего, где представили различные видеоролики и некоторую информацию о персонажах. 19 октября, перед премьерой полноценного тизер-трейлера, был представлен небольшой «сник-пик». Итан Андертон, пишущий для веб-сайта /Film, отметил. что он получился сильным, несмотря на то, что в нём не появилось ни одного нового персонажа, а Эстер Цукерман из The A.V. Club назвала его «моментальным хитом». По данным comScore и службы PreAct, ролик стал хитом недели и собрал более 108 000 репостов в социальных сетях. В начале декабря 2016 года на Comic Con Experience был продемонстрирован первый тизер-трейлер. После этого он был показан во время двенадцатого чемпионата по американскому футболу КАП. Ещё до его премьеры Ганн признался, что у них был трудный выбор по поводу того, какие сцены и моменты из фильма должны были войти в трейлер, поскольку «люди действительно очень внимательно прочёсывают каждый кадр в попытках понять, о чём фильм. А в Стражах 2 много тайн». По словам Джейкоба Холла из /Film, трейлер стал успешным, не дав, по сути, ничего, лишь потому, что сосредоточился на взаимоотношениях персонажей, а не на сюжете. За сутки тизер-трейлер набрал более 81 миллиона просмотров — это второй в истории результат для тизеров после «Красавицы и чудовища», который посмотрели более 91,8 миллиона человек за 24 часа. Прозвучавшая в ролике песня Fox on the Run в исполнении группы Sweet поднялась на первое место рок-чарта iTunes.
Премьера второго трейлера состоялась во время чемпионата по американскому футболу Супербоул. Жермен Люсье, пишущий для io9, назвал трейлер «весёлым», в то время как Андертон сказал, что это «чёртов… ролик из Супербоула, который, вероятно, затмевает саму игру для таких людей, как я… Там много клёвого космического экшена, юмора, которого мы все любим, звёздный саундтрек и несколько отличных новых кадров из сиквела». В социальных сетях ролик набрал, по данным comScore, 47 800 репостов. Дополнительный трейлер дебютировал 28 февраля 2017 года на ток-шоу Jimmy Kimmel Live!. Критик с веб-сайта Collider, Галей Фауч, выразил мнение, что этот трейлер «навёл шумиху» и был, «с какой стороны ни посмотри, замечательным, полным дурацкого юмора и непочтительного очарования, которые сделали первый фильм таким хитом, и с дополнительной дозой визуального блеска». Прэтт и Салдана также появились на церемонии вручения премии Kids' Choice Awards 2017, где показали эксклюзивный отрывок из фильма. В середине июня Marvel создали рекламный ролик в стиле 1980-х с целью продвижения изданий фильма на различных носителях.

### Издания
Цифровой релиз «Стражей Галактики. Часть 2» состоялся 8 августа 2017 года при поддержке Walt Disney Studios Home Entertainment, а с 22 августа в продажу поступили диски с фильмом в форматах Blu-ray, Ultra HD Blu-ray и DVD. Версия Ultra HD Blu-ray стала первым проектом Disney, который можно было посмотреть с разрешением 4K. Цифровые и Blu-ray-издания, помимо самого фильма, также содержали дополнительные материалы: видео со съёмочной площадки, аудиокомментарии Джеймса Ганна; удалённые сцены; подборку неудачных дублей и клип на песню «Guardians Inferno». Цифровая версия также содержала три неудачные сцены и все их изменения от изначальной идеи до окончательного варианта, а также видео, описывающее поездку в парк аттракционов Стражи Галактики – Миссия: Прорыв!. Клип на песню «Guardians Inferno» был снят режиссёром Дэвидом Яровски в стиле 1970-х — 1980-х, и в нём можно заметить Дэвида Хассельхоффа, а также Прэтта, Салдану, Батисту, Клементьефф, Гиллан, Рукера и Шона Ганна. Кроме того, в качестве камео в нём появились Стэн Ли и Гильермо Родригез (последний известен, помимо прочего, по Jimmy Kimmel Live!).
Цифровой релиз на тот момент был самым загружаемым фильмом Marvel в истории. Версии на физических носителях также побили все рекорды по продажам: согласно данным NPD VideoScan, «с этим фильмом продавалось в три раза больше дисков, чем с остальными из ТОП-10 вместе взятыми». 83 % всех проданных дисков вышли в рамках Blu-Ray-издания и 10 % — Ultra HD Blu-ray-версии . Кроме того, диски со «Стражами Галактики. Часть 2» оставались самым продаваемыми в течение двух недель со дня выхода. Помимо прочего, в Великобритании продажи фильма на носителях были столь высоки, что превышали количество проданных копий остальных фильмов из ТОП-40, практически сделав киноленту главным кинособытием в стране.

## Реакция

### Кассовые сборы
«Стражи Галактики. Часть 2» при бюджете в 200 млн $ собрали по миру 863 756 051 $, из которых 389 813 101 $ приходится на прокат в США, а 473 942 950 $ — на другие страны. За три недели сиквел собрал 783,3 млн $, что превысило общее количество сборов первого фильма (773 млн $), а ещё через неделю позволило ему занять пятое место в списке самых кассовых фильмов Marvel. Веб-сайт Deadline Hollywood высчитал чистую прибыль с учётом бюджета и иных затрат и выяснил, что она составила 154,7 млн $, в результате чего фильм поместили на девятое место в списке самых прибыльных блокбастеров 2017 года. Также фильм занял восьмое место среди самых кассовых фильмов 2017 года.
В США билеты на фильм появились в продаже уже 24 апреля 2017 года, и они стали самыми востребованными на сайте Fandango. Количество проданных билетов побило рекорд фильма «Мстители: Эра Альтрона». Кроме того, на сайте MovieTickets.com было распродано 80 % от всего количества доступных билетов. Согласно аналитикам, «Стражи Галактики. Часть 2» должны были собрать в свою первую неделю домашнего проката 130—160 млн $, в то время как Deadline Holywood предположил, что кинолента может собрать до 179 млн $, превысив первые сборы «Первого мстителя: Противостояния». В итоге в свой первый уик-энд в США и Канаде фильм собрал 146,5 млн $, из них 13 млн $ приходилось на кинотеатры, показывающие сиквел в формате IMAX. «Часть 2» оставалась на первом месте вплоть до четвёртой недели проката, на которой, собрав 337,6 млн $, уступил первенство фильму «Пираты Карибского моря: Мертвецы не рассказывают сказки». В свой пятый уик-энд в домашнем бокс-офисе фильм опустился на четвёртое место, а в следующий — на пятое. «Часть 2» продолжала оставаться в ТОП-10 ещё две недели, занимая девятое место во время седьмого уик-энда, а уже на восьмом картина опустилась до десятого места.
За пределами Северной Америки в свои первые выходные лента заработала 106 млн $ в 37 странах, заняв первое место по сборам везде, кроме Португалии, Турции и Вьетнама. Из общего количества сборов за первую неделю 5 млн $ принесли 176 кинотеатров, показавшие ленту в формате IMAX. Фильм также превзошёл сборы своего предшественника за первый уик-энд во всех странах, кроме Бельгии. Во второй уик-энд фильм занял лидирующую позицию в России, Китае и Южной Корее. Среди всех фильмов КВМ лента на первой неделе проката показала лучший результат в Австрии, второй по успешности — в Австралии (11,8 млн $), Нидерландах (500 000 $), Германии (9,3 млн $) и Великобритании (16,9 млн $), а третий — в Новой Зеландии (400 000 $), Италии (1,4 млн $) и России (11,6 млн $). Кроме того, для Новой Зеландии и Нидерландов это оказался самый успешный старт для фильмов, вышедших в их прокат в 2017 году, а для Германии и Великобритании сиквел по этому показателю оказался на втором месте. Для Южной Кореи день премьеры стал самым прибыльным в плане сборов (3,3 млн $), но по результатам первого уик-энда (13,3 млн $) «Стражи Галактики. Часть 2» показали лишь второй результат среди всех новинок 2017 года. Кроме того, это событие стало самой сильной майской премьерой для страны и третьей среди премьер всех фильмов КВМ в целом. Первая неделя показов на Украине показала второй по успешности результат в истории местного кинопроката, в то время как в Пуэрто-Рико фильм показал самый успешный старт среди новинок в формате IMAX. По результатам третьих выходных кинолента во многих странах всё ещё занимала первое место по сборам, а в Китае — ещё и после четвёртого уик-энда. После пяти недель международного проката картина заработала 451,1 млн $, превысив общее количество международных сборов первого фильма, собравшего 440 млн $. Больше всего денег принесли Китай (99,3 млн $), Великобритания (51,3 млн $) и Германия (28 млн $).

### Рейтинги
На сайте Rotten Tomatoes «свежесть» фильма составляет 83 % со средней оценкой 7.2/10 на основе 354 отзывов, из которых 294 — положительные, а оставшиеся 60 — отрицательные. Консенсус сайта гласит: «У „Стражей Галактики. Часть 2“ имеется насыщенный событиями сюжет, великолепные визуальные эффекты и неприличный юмор, что и составляет это забавное, хотя уже и не настолько же свежо выглядящее, как её предшественник, продолжение». На сайте Metacritic, где оценки выставляются на основе среднего арифметического взвешенного, у фильма 67 баллов из 100 на основе 47 отзывов, что соответствует «в целом положительным отзывам».

### Отзывы
| Рейтинги             | Рейтинги |
| Издание              | Оценка   |
| -------------------- | -------- |
| The Guardian         | [ 191 ]  |
| The Times of India   | [ 192 ]  |
| IGN                  | [ 193 ]  |
| Rolling Stone        | [ 194 ]  |
| Slant Magazine       | [ 195 ]  |
| Empire               | [ 196 ]  |
| Chicago Sun-Times    | [ 197 ]  |
| RogerEbert.com       | [ 198 ]  |
| New York Post        | [ 199 ]  |
| The Washington Post  | [ 200 ]  |
| Us Weekly            | [ 201 ]  |
| Film.ru              | [ 4 ]    |
| InterMedia           | [ 202 ]  |
| Афиша                | [ 203 ]  |
| Мир фантастики       | [ 204 ]  |
| Российская газета    | [ 205 ]  |
| Комсомольская правда | [ 206 ]  |

Оуэн Глейберман из Variety назвал фильм «остроумным и экстравагантным сиквелом, поставленным с тем же дружеским виртуозным упоением», однако в то же время предупредил читателей о том, что Ганн слишком старается развлечь зрителей. Питер Трэверс, пишущий для Rolling Stone, описал фильм как «взрыв» и дал ему три звезды из четырёх возможных. Он похвалил атмосферу, юмор, саундтрек и персонажей и признался, что, по его мнению, второй фильм «уже не может похвастаться ошеломляюще внезапной атакой своего предшественника… [однако] при всём обилии CGI и всей своей отшлифованности, сиквел не утратил любви к вдохновляющей бредовости». Критик из Chicago Sun-Times Ричард Рипер также дал ленте три звезды из четырёх, написав, что сиквел «уже не такой забавный, уже не такой остроумный, уже не так свежо выглядит, как оригинал, — но он ещё скрывает свою яркую, и блестящую, и сладостную силу». Рипер также добавил, что «даже при всей глупости и раздражительности „Стражи Галактики. Часть 2“ заставят вас сглотнуть комок в горле», и похвалил актёрский состав, особенно отметив Рукера, которому, по мнению критика, досталась одна из лучших ролей в фильме. В своём обзоре для сайта RogerEbert.com Брайан Таллерико поддержал своих коллег, описав ленту как «во всех отношениях приятный летний блокбастер», который сам себя не воспринимает всерьёз, избегая «многих недостатков первой части, а местами делая [что-то] лучше. Интересное, остроумное и большое начало летнего киносезона».
По мнению Сары Стюарт из New York Post, фильм сильно перегружен, но «беззаботный подход Ганна на удивление сводит эту проблему к минимуму». Она похвалила отсылки к 1980-м, которые наделили ленту забавным смыслом, и назвала её «противоядием к мрачной супергероике». Майкл О’Салливан, пишущий для The Washington Post, назвал сиквел «более забавным, более безумным, более трогательным», чем первая лента. По словам критика, «Часть 2» избежала многих проблем продолжений и вместо того, чтобы дублировать оригинал, взяла его за основу. Похвалив также музыкальное сопровождение, он назвал фильм «сногсшибательным, крышесносным признаком того, что лето уже здесь и всё, в конце концов, не так плохо, как казалось до этого». Брайан Лоури в своей рецензии для CNN.com подверг критике центральную часть и основного злодея картины, но при этом отметил, что с её сильным началом и концом и «добродушной энергией» «Часть 2» лучше других сиквелов Marvel и «в конечном счёте разделяет особенности своего квинтета — героически выполняет свою работу, даже если поездка туда и обратно выглядит немного сумбурной и беспорядочной». В своём обзоре для The Atlantic Кристофер Орр выразил мнение, что новая часть не похожа на оригинал, в особенности учитывая её более сложные темы и тот факт, что Рассел «ужасно не подходил на роль», но при этом благодаря остальным актёрам, саундтреку и юмору он остался доволен фильмом. Терри Шварц из IGN назвал фильм «забавным поворотом» и признал, что хоть сиквел и не такой потрясающий, как первый фильм, но это «всё то же весёлое приключение с персонажами, которых мы любим».
Тодд Маккарти из The Hollywood Reporter написал, что «„Стражи Галактики. Часть 2“ похожи на вторую поездку на аттракционе, который в первый раз впечатлял, но потом кажется предсказуемым / скучным». Кеннет Турен, пишущий для Los Angeles Times, похвалил саундтрек к фильму и актёрский состав, особенно Рассела, но, по его мнению, Ганн слишком старается вернуть магию первого фильма, а возросший объём спецэффектов и экшена начинает утомлять. В завершение он добавил: «…в нём достаточно отсылок к первым Стражам, чтобы сделать сиквел приемлемым, [но это] уже не столько что-то своё собственное, сколько стандартный элемент Marvel». В своём обзоре для The New York Times Манола Даргис написала, что у фильма, «безусловно, имеются свои достоинства, но большинство из них являются частью картинки, а не частью сюжета». Также, по словам Даргис, Ганн очень старался «упасть зрителям в объятия», и многие элементы второй ленты слишком серьёзны по сравнению с первой, хотя, как она считает, Рассел, представ в качестве Эго, помог уравновесить это, добавив столь необходимую «непринуждённую слабину». Критик из еженедельника The New Yorker Энтони Лэйн выразил мнение, что как только в фильме появился Эго, картина подверглась действию «проклятья предыстории», и «иллюзия того, что фильм приятно движется вперёд, питаемый глупостью и бодростью, начала рассыпаться», когда Эго возжелал чего-то большего. В довершение всего Лэйн сказал следующее: «Будем надеяться, что „Часть 3“ вернёт былую искромётность оригинала вместо того, чтобы окончательно превратиться в самый дорогой сеанс групповой терапии во Вселенной».
Майк Райан из Uproxx похвалил нескончаемое чувство юмора и атмосферу, вернувшиеся из первого фильма, и в то же время отметил изменившуюся сюжетную структуру второй ленты (которую он сравнил с пятым эпизодом «Звёздных войн»). Райан был в восторге от актёрского состава, особо отметив Рукера, которого он назвал «сердцем сиквела». Мара Райнштейн, пишущая для Us Weekly, дала фильму две с половиной звезды из четырёх, заявив: «Ганн удвоил ставку на все свои когда-то изящные нововведения. Уберите их, и то, что останется, — это раздутый полубеспорядок», но при этом отметила, что «это вовсе не отменяет того факта, что взбудораженные зрители, отчаянно нуждающиеся в бегстве от действительности, смогут насладиться заранее накопленным удовольствием от фильма». В своём обзоре для The Guardian Венди Айд похвалила сценарий Джеймса Ганна, назвав его «ловким», но в то же время она подвергла критике финальную сцену, которая, как она считает, «теряет как связь с людьми, так и остатки здравого смысла, отличающие её от товарищей по цеху [остальных фильмов Marvel]». Критик The Times of India также отмечает хороший сценарий Ганна, «позволяющий на космическом уровне понять, почему Стражи Галактики такое грандиозное предприятие», а также антагониста фильма, «обладающего достаточной глубиной, чтобы мы оставались эмоционально вовлечёнными и отвлеклись от скуки из-за слабых злодеев, которых мы видели прежде». Джейк Коул, пишущий для Slant Magazine, положительно отозвался об экшене, похвалив прежде всего противостояние Ракеты и опустошителей и сцену, в которой Ракета и Йонду сбегают с корабля, попутно убив всех мятежников, а также визуальную часть. Однако он подверг критике юмористическую составляющую фильма, отметив «подрывающие материал повторяющиеся шуточки и агрессивную энергетику».
Борис Иванов, пишущий для сайта Film.ru, похвалив обильный юмор картины и экшен, тем не менее сравнил сюжетную динамику «Части 2» с таковой у пятого эпизода «Звёздных войн», где имеются бодрые начало и конец, но середина при этом «безбожно провисает». Из-за этого, по мнению критика, страдает драйв, «основной ингредиент этого жанрового супа». В своём обзоре для InterMedia Арслан Галеев отметил типичные «ганновские» элементы вроде ностальгии по 1970-м и 1980-м, смеси научно-фантастического жанра и отсылок к поп-культуре. Он похвалил саундтрек, персонажей, а также актёров, исполняющих их роли, но в то же время ему не понравилось то, что не все отсылки понятны широкой аудитории, а также отсутствие новых идей. Критик из «Афиши» Станислав Зельвенский в целом хвалил фильм, однако при этом отметил, что камео были неинтересными и часто ненужными, сцены после титров, несмотря на рекордное количество, превратились в «нудный ритуал, больше всего напоминающий рекламный блок», а побочные конфликты, по его словам, удались намного лучше основного. По мнению Александра Гагинского из журнала «Мир фантастики», сиквел снят на том же уровне, что и оригинал. В то же время он отметил, что некоторые шутки удались чуть лучше и что в основном все они связаны с действием или Малышом Грутом. Также, по его мнению, в фильме «нет чего-то принципиально нового», и он «проигрывает лишь потому, что уже не первый».
По мнению Алексея Литовченко из «Российской газеты», в новой части истории о приключениях Стражей Галактики всё несколько сложнее, чем просто объединение под лозунгом «мир, дружба, шутейки». Он отметил идею Ганна разделить компанию на пары и дать каждой из них по своей арке, а также своеобразное разрешение конфликтов в ленте и возможное наличие глубинного смысла (выпад против религии в лице Эго, проводящего экспансию). Кроме того, по его словам, за весь взрослый юмор в картине отвечал Ракета, а также он похвалил сцену побега енота и Йонду с корабля и музыку. Александр Дудик, пишущий для «Комсомольской правды», несмотря на обилие юмора, появление известных личностей, отличные экшен и музыку, нашёл в сценарии сюжетные дыры «размером с Бетельгейзе» и отсутствие внятного повествования. Анастасия Рогова в своём обзоре для газеты «Известия» подчеркнула, что работа Ганна задала новую планку во вселенной Marvel и технически двигала индустрию вперёд. Журналистка также оценила работу над спецэффектами и игру Рукера и отметила, что «главным достоинством картины» стал юмор, а «визитной карточкой» — Малыш Грут. В своём обзоре для газеты «Коммерсантъ» Денис Рузаев похвалил «бесцеремонность» Ганна, спецэффекты и юмор, а также отметил, что преимуществом сиквела является именно отсутствие логики и здравого смысла.
Вадим Елистратов, критик из DTF, оценил саундтрек и тематику сюжета, но не был удивлён, найдя в картине недостатки. Он назвал вторую часть «фильмом-настроением» и отметил, что фильм может выглядеть идеальным, но дома, за экраном телевизора или ноутбука, может казаться «вымученным». В своём отзыве для радиостанции «Вести ФМ» Антон Долин также похвалил работу с музыкой, особенно песни Mr. Blue Sky от ELO и My Sweet Lord Джорджа Харриссона, и назвал проект Ганна удивительным, а работу над персонажами — тщательной. Маргарита Паймакова с веб-сайта FilmPro признала, что «старые приёмы работают безотказно», поскольку очарование первого фильма и «режиссёрский драйв» Джеймса Ганна также заметны и в сиквеле.

### Награды и номинации
| Год  | Премия                                    | Категория                                                                 | Номинант                                                                                     | Результат | Прим.           |
| ---- | ----------------------------------------- | ------------------------------------------------------------------------- | -------------------------------------------------------------------------------------------- | --------- | --------------- |
| 2017 | Teen Choice Awards                        | Научно-фантастический / фэнтезийный фильм года                            | «Стражи Галактики. Часть 2»                                                                  | Победа    | [ 220 ]         |
| 2017 | Teen Choice Awards                        | Актёр научно-фантастического / фэнтезийного фильма года                   | Крис Прэтт                                                                                   | Победа    | [ 220 ]         |
| 2017 | Teen Choice Awards                        | Актриса научно-фантастического / фэнтезийного фильма года                 | Зои Салдана                                                                                  | Победа    | [ 220 ]         |
| 2017 | Teen Choice Awards                        | Пара года                                                                 | Крис Прэтт и Зои Салдана                                                                     | Номинация | [ 220 ]         |
| 2017 | Dragon Awards                             | Лучший научно-фантастический или фэнтезийный фильм                        | «Стражи Галактики. Часть 2»                                                                  | Номинация | [ 221 ]         |
| 2017 | Hollywood Film Awards                     | Награда за работу со звуком                                               | Дэйв Экорд и Эддисон Тиг                                                                     | Победа    | [ 222 ]         |
| 2017 | Hollywood Music in Media Awards 2017      | Альбом-саундтрек                                                          | «Стражи Галактики. Часть 2»                                                                  | Номинация | [ 223 ]         |
| 2017 | Hollywood Music in Media Awards 2017      | Оригинальная музыка — фильм в жанре научной фантастики/фэнтези/ужасов     | The Sneepers и Дэвид Хассельхофф (Guardians Inferno)                                         | Номинация | [ 223 ]         |
| 2017 | Hollywood Music in Media Awards 2017      | Выдающееся музыкальное сопровождения для фильма                           | Дэйв Джордан                                                                                 | Номинация | [ 223 ]         |
| 2017 | Премия Ассоциации кинокритиков Сент-Луиса | Лучший саундтрек                                                          | «Стражи Галактики. Часть 2»                                                                  | Номинация | [ 224 ]         |
| 2017 | Премия Ассоциации кинокритиков Вашингтона | Лучшая озвучка анимационного персонажа                                    | Брэдли Купер                                                                                 | Номинация | [ 225 ]         |
| 2017 | Премия Флоридского кружка кинокритиков    | Лучшие визуальные эффекты                                                 | «Стражи Галактики. Часть 2»                                                                  | Номинация | [ 226 ]         |
| 2018 | Энни                                      | Выдающийся анимационный персонаж в фильме с живыми актёрами               | Арсланд Элвер, Лиам Рассел, Альвизе Авати, Алессандро Куиччи                                 | Номинация | [ 227 ]         |
| 2018 | Премия Гильдии музыкальных критиков       | Лучшей музыкальное сопровождение для фильма с бюджетом свыше 25 миллионов | Дэйв Джордан                                                                                 | Номинация | [ 228 ]         |
| 2018 | VES Awards                                | Выдающиеся визуальные эффекты в реальной среде                            | Кристофер Таунсенд, Дэмиан Карр, Гай Уильямс, Джонатан Фокнер и Дэн Судик                    | Номинация | [ 229 ]         |
| 2018 | VES Awards                                | Выдающиеся визуальные эффекты на реальном объекте                         | Джеймс Бейкер, Стивен Ло, Альвизе Авати, Роберт Стипп (Танец Малыша Грута / Начальная битва) | Победа    | [ 229 ]         |
| 2018 | Гильдия гримёров и стилистов              | Лучшая современная причёска в фильме                                      | Камилла Френд, Луиза Энтони и Джулс Холдрен                                                  | Победа    | [ 230 ]         |
| 2018 | Гильдия гримёров и стилистов              | Лучшая работа гримёра для фильма                                          | Джон Блейк, Брайан Сайп                                                                      | Номинация | [ 230 ]         |
| 2018 | Оскар                                     | Лучшие визуальные эффекты                                                 | Кристофер Таунсенд, Дэмиан Карр, Гай Уильямс, Джонатан Фокнер и Дэн Судик                    | Номинация | [ 231 ]         |
| 2018 | Премия «Сатурн»                           | Лучший фильм — экранизация комикса                                        | «Стражи Галактики. Часть 2»                                                                  | Номинация | [ 232 ] [ 233 ] |
| 2018 | Премия «Сатурн»                           | Лучший киноактёр второго плана                                            | Майкл Рукер                                                                                  | Номинация | [ 232 ] [ 233 ] |
| 2018 | Премия «Сатурн»                           | Лучший грим                                                               | Джон Блейк, Брайан Сайп                                                                      | Номинация | [ 232 ] [ 233 ] |
| 2018 | Премия «Сатурн»                           | Лучшие спецэффекты                                                        | Кристофер Таунсенд, Гай Уильямс, Джонатан Фокнер, Дэн Судик                                  | Победа    | [ 232 ] [ 233 ] |
| 2018 | Billboard Music Awards                    | Лучший саундтрек                                                          | «Стражи Галактики. Улётный микс. Часть 2»                                                    | Номинация | [ 234 ]         |

## Продолжение
В ноябре 2014 года Ганн раскрыл, что у него уже имелся не только основной сюжет второго фильма о Стражах Галактики, но и некоторые идеи для потенциальной третьей картины. Режиссёр не был уверен, что займётся съёмками третьего фильма франшизы. По словам Ганна, всё будет зависеть от того, каковы будут ощущения после съёмок «Части 2». В 2017 году было объявлено, что Джеймс вновь займётся сценарием и режиссурой при создании третьего фильма о Стражах.
Однако в июле 2018 года Disney разорвала с Ганном сотрудничество после того, как в интернете появились оскорбительные твиты режиссёра. Прэтт, Салдана, Батиста, Купер, Дизель Шон Ганн, Клементьефф, Рукер и Гиллан опубликовали заявление в поддержку уволенного постановщика. Съёмки планировали начать в 2019 году, а кинокомикс мог выйти в 2020 году. В августе журнал Variety сообщал, что Disney не станет возвращать Ганна на место режиссёра. В это же время работа над картиной была приостановлена. В марте 2019 года Ганн был восстановлен в должности постановщика. Производство киноленты начнётся, как только Джеймс завершит работу над фильмом студии Warner Bros. «Отряд самоубийц». На фестивале Comic-Con 2019 в Сан-Диего Файги подтвердил, что сиквел находится на ранней стадии разработки.
В ноябре постановщик подтвердил, что закончил работу над сценарием. Съёмки запланирован на конец 2021 года, а премьера на 2023 год.

## Комментарии
1. ↑  В оригинале фильм называется Guardians of the Galaxy Vol. 2, что можно перевести как «Стражи Галактики. Том 2»[3]. Однако в российском прокате фильм вышел под названием «Стражи Галактики. Часть 2»[4].
2. ↑  Данная сцена с подростком Грутом показывает события, произошедшие спустя несколько лет после окончания фильма. При этом в картине «Мстители: Война бесконечности» подросток Грут выглядел так же[5].